# Dagmar Kumbier
Dagmar Kumbier (* 1965) ist eine deutsche Psychotherapeutin, Coach, Autorin sowie Gründerin und Leiterin des  Instituts für integrative Teilearbeit (IfiT) in Hamburg.

## Werdegang
Dagmar Kumbier war nach dem Studium von Psychologie und Geisteswissenschaften Mitarbeiterin bei Friedemann Schulz von Thun an der Universität Hamburg und als Psychotherapeutin in Kliniken tätig (Schwerpunkt Traumatherapie). Sie absolvierte Weiterbildungen in Tiefenpsychologisch fundierter Psychotherapie und Paarberatung.
Sie ist als Psychologische Psychotherapeutin in eigener Praxis in Hamburg niedergelassen, Lehrtrainerin am Schulz-von-Thun-Institut für Kommunikation und als Dozentin, Supervisorin und Lehrtherapeutin in der Aus- und Weiterbildung von Psychotherapeuten tätig.
Kumbier erlernte die Arbeit mit dem Inneren Team bei Friedemann Schulz von Thun und entwickelte diese für die Anwendung in der Psychotherapie weiter. Sie bildete sich in Traumatherapie bei Luise Reddemann sowie in systemischer Therapie mit der inneren Familie nach Richard C. Schwartz weiter.
Diese drei Methoden integriert sie mit der Psychodynamischen Psychotherapie und bringt sie in ihrer Arbeit zur Anwendung.

## Veröffentlichungen
- als Hrsg. mit Friedemann Schulz von Thun: Interkulturelle Kommunikation: Methoden, Modelle, Beispiele. Rowohlt, Reinbek 2006, ISBN 978-3-499-62096-6.
- Sie sagt, er sagt: Kommunikationspsychologie für Partnerschaft, Familie und Beruf. Rowohlt, Reinbek 2006, ISBN 978-3-499-61698-3.
- als Hrsg. mit Friedemann Schulz von Thun: Kommunikationspsychologische Miniaturen.
  - Impulse für Beratung und Therapie. Rowohlt, Reinbek 2008, ISBN 978-3-499-62347-9.
  - Impulse für Führung und Training. Rowohlt, Reinbek 2009, ISBN 978-3-499-62464-3.
  - Impulse für Kommunikation im Alltag. Rowohlt, Reinbek 2010, ISBN 978-3-499-62656-2.
- Das Innere Team in der Psychotherapie: Methoden- und Praxisbuch. Klett-Cotta, Stuttgart 2013, ISBN 978-3-608-89135-5.
- Aufstellungsarbeit mit dem inneren Team: Methoden- und Praxisbuch für Gruppen. Klett-Cotta, Stuttgart 2016, ISBN 978-3-608-89176-8.
- Arbeit mit dem Inneren Team bei Krebs und anderen Erkrankungen: Methoden- und Praxisbuch. Klett-Cotta, Stuttgart 2019, ISBN 978-3-608-89243-7.
- mit Constanze Bossemeyer: Zuversicht trotz Corona-Blues: psychologisches Handwerkszeug für Pandemiegeschüttelte. Vandenhoeck & Ruprecht, Göttingen 2021, ISBN 978-3-525-40859-9.
- Wie dein Inneres Team tickt: Innere Anteile verstehen – Ressourcen aktivieren – Konflikte lösen (= Fachratgeber Klett-Cotta. Hilfe aus eigener Kraft). Klett-Cotta, Stuttgart 2025, ISBN 978-3-608-98878-9.